# گری والنتین
 گری والنتین (انگلیسی: Gary Valentine؛ زادهٔ ۲۲ نوامبر ۱۹۶۱) یک هنرپیشه اهل ایالات متحده آمریکا است.